# Mistrzostwa Świata w Short Tracku 2020
Mistrzostwa Świata w Short Tracku 2020 początkowo miały odbyć się w Seulu w Korei Południowej w dniach 13–15 marca 2020 roku, lecz z powodu pandemii COVID-19 zostały przełożone na nieokreślony bliżej termin. 16 kwietnia 2020 wydano ostateczną decyzję o odwołaniu mistrzostw z tego samego powodu.